# Martin Šešina
JUDr. Martin Šešina (* 18. října 1949) je notář v Benešově a autor článků publikovaných zejména v časopise Ad notam (zčásti jde o fejetony). Od 1. listopadu 1972 působil jako notářský čekatel u Státního notářství v Benešově, kde se od ledna 1976 stal státním notářem. Od obnovení soukromého notářství je notářem v Benešově. Je činný v Notářské komoře České republiky a od roku 2006 je také členem redakční rady časopisu Ad notam. Počátkem 90. let 20. století se podílel na prosazení obnovy soukromého notářství.

## Publikační činnost
- Martin Šešina: Komentář k jednacímu řádu pro státní notářství, SEVT, Praha 1990
- Petr Bílek, Martin Šešina: Dědické právo v předpisech let 1925-2001, C. H. Beck, Praha 2001